# 细叶蚊子草
细叶蚊子草（学名：Filipendula angustiloba）为蔷薇科蚊子草属的植物。分布于日本、俄罗斯、蒙古以及中国大陆的内蒙古、黑龙江等地，生长于海拔600米至1,300米的地区，多生长在河边、草甸和林区，目前尚未由人工引种栽培。